# Restrepia trichoglossa
Espèce
Statut de conservation UICN

 LC  : Préoccupation mineure
Statut CITES
Restrepia trichoglossa est une espèce d'orchidées du genre Restrepia originaire d'Amérique centrale et du Sud.